# Мурмаши (станция)
Мурмаши — промежуточная станция на линии Кола (станция) — Печенга.

## Описание
Станция Мурманского отделения Октябрьской ж.д.
Перед станцией — 9 км (путевой пост), за станцией — Тулома (станция).

## Значение
Временно, по обрушении моста 1 июня 2020 года через Кола (река), срочной постройки новой ветки 5,7 км за 18 дней от Выходной (станция) до 9 км, по станции проходит главный ход на Мурманск. 19 июня 2020 вечером первый состав пришёл на станцию.

## Смена направления движения
По станции приходящие и уходящие поезда меняют направление движения, два тепловоза в составе сменяют управление голова/хвост и хвост/голова. Так будет, до постройки нового моста на месте рухнувшего, до сентября 2021 года.